# Джеймс, Франческа (порноактриса)
Франческа Джеймс (англ. Franceska Jaimes, род. 20 сентября 1985 года) — колумбийская порноактриса.

## Биография
Родилась в Колумбии. Была третьим ребёнком в многодетной семье (у Франчески двое братьев и сестра). Много путешествовала и, наконец, осела в Испании. В качестве модели работала в Мадриде, где познакомилась с будущим (теперь уже бывшим) мужем — порноактёром и режиссёром Начо Видалем. Родила двоих детей. Именно он и привёл её в 2006 году в порноиндустрию. В своей первой сцене она играла вместе с испанской порноактрисой Лусией Лапьедрой в чёрной маске, чтобы никто её не узнал.
В апреле 2011 году была «Киской месяца» по версии журнала Penthouse. Дважды номинировалась на премию AVN Award в 2012 и 2013 годах.
Имеет татуировку на спине и небольшую татуировку в виде пятиконечной звезды на тыльной стороне правой руки.

## Премии и номинации
| Год  | Премия        | Результат | Награда                                                                                 | Фильм                           |
| ---- | ------------- | --------- | --------------------------------------------------------------------------------------- | ------------------------------- |
| 2012 | AVN Award     | Номинация | Лучшая иностранная исполнительница года                                                 | н/д                             |
| 2012 | AVN Award     | Номинация | Самая возмутительная сексуальная сцена (вместе с Начо Видалем)                          | Nacho Vidal vs. Live Gonzo      |
| 2012 | Galaxy Award  | Победа    | Лучшая новая исполнительница (Северная Америка)                                         | н/д                             |
| 2012 | Urban X Award | Номинация | Лучшая сцена секса втроем (вместе Даной Деармонд и Начо Видалем)                        | Nacho Vidal Back to USA         |
| 2013 | AVN Award     | Номинация | Лучшая анальная сцена секса (вместе с Мануэлем Феррарой)                                | Big Wet Butts 6                 |
| 2013 | AVN Award     | Номинация | Лучшая сексуальная сцена в зарубежной постановке (вместе с Начо Видалем)                | Fucking Tour                    |
| 2013 | AVN Award     | Номинация | Лучшая сцена сольного секса                                                             | Nacho vs. Franceska Jaimes      |
| 2013 | AVN Award     | Номинация | Лучшая сцена стриптиза                                                                  | Big Wet Butts                   |
| 2013 | AVN Award     | Номинация | Лучшая иностранная исполнительница года                                                 | н/д                             |
| 2015 | AVN Award     | Номинация | Лучшая иностранная исполнительница года                                                 |                                 |
| 2016 | AVN Award     | Номинация | Лучшая иностранная исполнительница года                                                 |                                 |
| 2018 | AVN Award     | Номинация | Лучшая сексуальная сцена в зарубежной постановке (вместе с Аниссой Кейт и Начо Видалем) | Outland II: Looking for Freedom |